# Alphonse Gent
Alphonse Gent, né le 27 octobre 1813 à Roquemaure et mort le 26 janvier 1894 à Paris, est un franc-maçon, avocat et homme politique républicain, maire d'Avignon, député de Vaucluse, puis sénateur.

## Biographie

### Avocat
Né le 27 octobre 1813, il fait ses études à Nîmes, commence son droit à Paris, le termine à Aix-en-Provence. Il commence sa carrière comme avocat et est d'abord inscrit au barreau de Nîmes puis à celui d'Avignon.

### Maire, député et commissaire général d'Avignon
Lors de la révolution de 1848, il devient maire provisoire d'Avignon entre mars et avril 1848. Nommé commissaire du gouvernement provisoire dans le Vaucluse après le 24 février, c'est alors qu'il fonde une loge maçonnique « Les Vrais Amis » qui est affilée au Grand Orient de France.
La même année, Agricol Perdiguier est élu député dans le Vaucluse et à Paris, il choisit de siéger pour la capitale. En remplacement, Gent est élu le 4 juin 1848, en tant que représentant de Vaucluse à l'Assemblée constituante, il devance Albert-Joseph-Augustin d'Olivier de Pezet, de Bédarrides et Victor Courtet, de L'Isle-sur-la-Sorgue. 
Cette élection ayant été annulée par l'Assemblée, sous l'accusation d'avoir, en tant que fonctionnaire d'autorité, exercé pression sur certains de ses électeurs, ceux-ci furent convoqués à nouveau le 17 septembre 1848, et confirment son mandat. Mais sa venue à Paris est retardée par des blessures consécutives à deux duels qu'il a avec ses adversaires politiques. Pour le premier, c'est le comte Raousset-Boulbon, rédacteur en chef du journal légitimiste La Liberté d'Avignon, qu'il a battu aux élections, pour le second, Léo de Laborde, qui lui casse le bras d'un coup de pistolet. Gent ne peut siéger à l'Assemblée qu'au mois de décembre 1848. 
Non réélu, il reste à Paris pour collaborer à la Révolution démocratique et sociale, journal dont le directeur est Charles Delescluze, qui ne réussit pas à le faire élire à l’Assemblée législative lors d’une partielle. Il participe à l'émeute du boulevard des Capucines, lors de la journée du 13 juin 1849, mais n'est pas inquiété car il sauve la vie à Théobald de Lacrosse, ministre des travaux publics, pris à partie par les manifestants devant l'Ambigu,.

### Le complot des républicains du Sud-Est
Il se rend à Lyon pour défendre quelques-uns des accusés de l'émeute du 13 juin et obtient plusieurs acquittements. Cette notoriété gagnée, il reste sur place à la demande de ses amis politiques. Ses positions fermement républicaines lui font organiser la résistance dans plusieurs départements. Son dessein est de fédérer toutes les forces éparses des sociétés secrètes de la Nouvelle Montagne. Ce qui ne tarde pas à éveiller l'attention de la police qui le met sous étroite surveillance. Il est suivi dans tous ses déplacements dans le Lyonnais, la Drôme et le Vaucluse et les indicateurs découvrent ses relations avec les responsables démocrates de ces départements. 
Gent met sur pied, dès la fin de l'année 1849, un rassemblement politique dit du « Sud-Est ». Une réunion des délégués montagnards des départements fédérés se tient, le 30 septembre 1850, à Mâcon, portant à leur direction Mathieu de la Drôme. Gent est alors mandaté pour se rendre en Suisse afin de rallier les républicains exilés. Il se rend le 16 octobre, à Genève, avec Amédée Bruys, député montagnard de Bourgogne. De retour à Lyon le 28 octobre, il est arrêté sous l'accusation de complot contre la sûreté de l'État.
Gent loge alors chez un dénommé Borel, aubergiste de son état, qui loge des compagnons. La police apprend, par ses indicateurs, que du courrier lui arrive régulièrement sous double enveloppe, au nom de ceux-ci. Elle saisit plusieurs de ces lettres avant de procéder à son coup de filet. 
Peu après, les responsables connus des départements du Sud-Est sont arrêtés dont, parmi d'autres, Louis Langomazino, journaliste à Digne, Albert Ode, avocat et ancien procureur de la République à Uzès, Isidore Gent, son frère. À Paris, ce sont une jeune actrice du Théâtre français, Maria Lopez, Henri Delescluze (frère de Charles Delescluze) puis Jean-Charles de Lesseps, rédacteur en chef du journal Le Vote Universel. Un peu plus tard, la presse gouvernementale annonce des ramifications en Suisse et en Angleterre.

### Le procès de Lyon
L'acte d'accusation devant le conseil de guerre explique que Gent a comploté afin de renverser le gouvernement par une insurrection programmée le 11 novembre, date de la rentrée de l'Assemblée. D'après le rapport du procureur général, elle devait d’abord éclater dans le pays d'Apt, où 6 000 hommes devaient se regrouper dans le Luberon, sous les ordres de l'horloger Hubert, le chef montagnard local. À ce signal, Marseille et Toulon se seraient soulevés, les insurgés s’emparant des ports pour tenter de rallier les marins de la Flotte et l'Algérie. Le mouvement s'amplifiant, les frontières suisse et savoyarde passaient sous le contrôle des réfugiés de Genève. 
Après dix mois de prison préventive, au cours du printemps et l'été 1851, Gent, principal accusé, passe en jugement à Lyon en compagnie d'un autre vauclusien le docteur Étienne Daillan, maire de Bédarrides, qui s'est opposé en tant qu'élu au prince-président. Avec eux sont jugés, par le 2e Conseil de guerre de la 6e division militaire, cinquante républicains accusés d'attentat contre la sûreté de l'État et d'affiliation à des sociétés secrètes afin de renverser le gouvernement. Afin d'en mieux convaincre l'opinion, le procès est placé sous haute surveillance militaire. 
Les débats sont présidés par le colonel Couston. Les prévenus sont assistés par nombre d'avocats sous la direction de Michel de Bourges et de Madier de Montjau. Ceux-ci ont recours à une méthode qui est jugée déplorable. Gent ayant voulu questionner un témoin, le président s’y oppose et la défense tout entière se retire des débats. Les accusés sont donc jugés et condamnés sans avoir été défendus. 
Gent, convaincu d'être l'instigateur du complot en tant que chef de l'association secrète de la Nouvelle Montagne est condamné, le 28 août 1851, à la déportation, Ode et Louis Langomazino à la même peine, Henri Delescluze à dix ans de détention, les autres, à la prison. Ils sont reconduits dans leurs cellules au cri de : « Vive la République ! ». 
Le gouvernement souhaite aggraver la sentence. En vertu de la loi du 16 juin 1850, il décide que tous les condamnés devraient purger leurs peines, aux îles Marquises. Mais, à cause du coût du voyage, ils sont déportés en Algérie. Les cas de Gent, Ode et Langomazino sont réservés et ils doivent partir en Océanie, ce qui provoque de vives interpellations à l’Assemblée de la part d'Adolphe Crémieux et de Désiré Bancel. 
Accompagné de Louis Langomazino et d'Albert Ode, Gent est contraint de se rendre à pied de Lyon à Brest. Là les trois hommes sont embarqués, le 21 décembre, pour purger leur peine dans une forteresse de Nouka-Hiva où ils arrivent en juin 1852. Ils sont les premiers déportés des Marquises. Ils y restent jusqu'en novembre 1854, les îles Marquises ayant été déclassées comme lieu de déportation. Gent voit alors sa peine commuée en vingt ans de bannissement, et est contraint de s'exiler au Chili où il devient avocat à Valparaíso.

### Retour en grâce
Sa peine est partiellement élargie et il peut rentrer en Europe pour vivre tout d'abord en Italie, en 1861, puis à Madrid où il devient le correspondant des journaux Le Siècle et Le Temps en 1863. L'autorisation de rentrer en France lui est accordée. 
Décidé à entrer à nouveau en politique, Gent se présente, dans le Vaucluse, en tant que candidat d'opposition aux législatives du 24 mai 1869. C'est un échec face au candidat officiel. Le 22 novembre de la même année, il se soumet une seconde fois au suffrage des électeurs dans la 8e circonscription de la Seine et se fait battre par Emmanuel Arago. 
Disponible, il lui est proposé, le 4 septembre 1870, la charge gouvernementale de Commissaire de la Défense Nationale dans le Vaucluse, il refuse mais accepte une mission en Algérie. Il est rappelé, en novembre, par Gambetta pour être en poste comme administrateur à la préfecture de Marseille.

### La Ligue du Midi
Il y rejoint Alphonse Esquiros, l'administrateur supérieur des Bouches-du-Rhône. Le 3 octobre 1870, Gent est élu « Commissaire Général de la Ligue du Midi pour la défense de la République » qui regroupe quinze départements. Le conflit qui règne au sein du Conseil municipal de Marseille entre républicains modérés et révolutionnaires est arbitré sinon attisé par la Garde nationale (bourgeoise) et la Garde civique (ouvrière). De plus, tous savent qu'Esquiros s'oppose à Gambetta et au gouvernement provisoire de Tours. Cela suffit pour provoquer une réaction populaire. Le 1er novembre 1870, l'Hôtel de Ville est occupé et la Commune proclamée. La popularité de l'administrateur général qui préside en fait un véritable gouvernement reste intacte. Il demande à Gent de rejoindre Tours pour tenter de convaincre Gambetta d'adhérer à la Ligue, mais le délégué marseillais est retenu par le chef du gouvernement comme membre du « Comité de guerre ». C'est alors qu'Esquiros, effondré par la mort de son fils qui vient de succomber à la typhoïde, fait savoir qu'il souhaite être remplacé par Alphonse Gent qui rejoint aussitôt Marseille.
Les circonstances jouent en faveur de celui-ci. Victime d'un attentat de la part d'un communaliste qui le blesse légèrement au bas ventre d'un coup de pistolet, il reçoit immédiatement le soutien populaire. Cette sympathie à son égard lui permet de reprendre le pouvoir en main au nom du Gouvernement. Et le 13 novembre, le nouvel administrateur général, qui a rôle de préfet, peut télégraphier à Tours que l'ordre régnait à Marseille. Après la capitulation de Paris, le 28 janvier 1871, il donne sa démission, après avoir proclamé « Alors, gardez les Prussiens comme gendarmes » et s'engage dans l'armée de Garibaldi.

### Député et sénateur

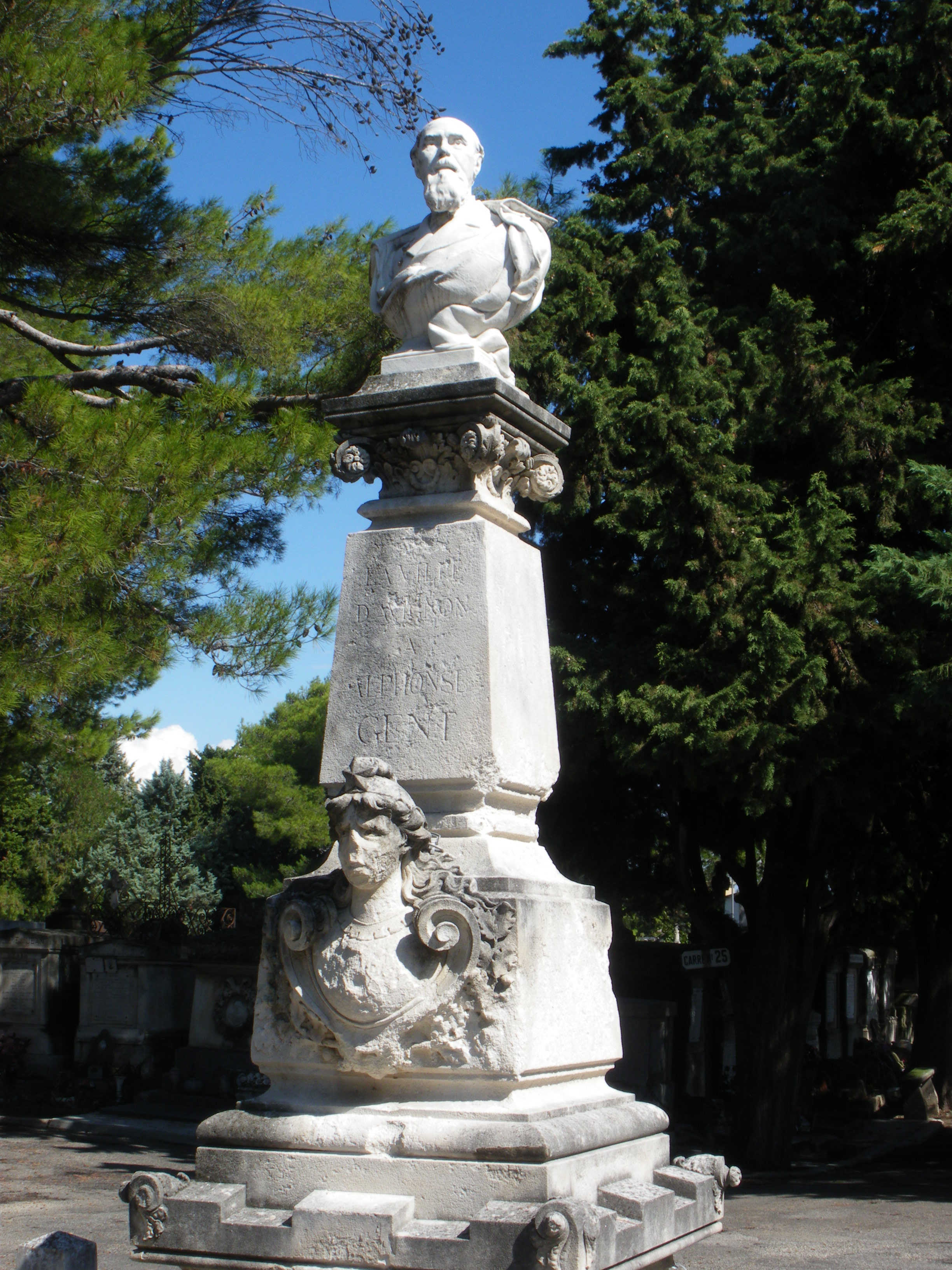
Statue d'Alphonse Gent au cimetière de Saint-Véran d'Avignon, Buste sculpté en 1896 par Louis Cosme Demaille, (Gigondas 1837- Paris 1906)

Décidé de revenir à la vie politique, il se présente aux élections du 8 février 1871, et est élu représentant de Vaucluse à l'Assemblée nationale. Comme elles sont invalidées en bloc et une enquête ordonnée, de nouvelles élections ont lieu le 2 juillet 1871, et Gent est réélu. Siégeant à l'extrême-gauche, il s'inscrit à l'Union républicaine dont il est vice-président et président. 
Il est désormais député de Vaucluse de 1871 à 1881, ce qui lui permet de soutenir la politique coloniale et scolaire de Jules Ferry. Candidat dans son département aux élections sénatoriales du 30 janvier 1876, il échoue mais est plus heureux aux élections législatives du 20 février suivant où il est élu député de l'arrondissement d'Orange. Il reprend sa place à l'Union républicaine. Au cours de cette législature, il vote pour la protestation des gauches, le 18 mai 1877, et est des 363 députés qui se prononcent contre le ministère de Broglie-Fourtou. 
Aux élections du 14 octobre 1877 qui suivent la dissolution de la Chambre, Gent échoue, à Orange face au candidat officiel et légitimiste. Mais la nouvelle majorité de la Chambre invalide cette élection à cause des fraudes de la part du candidat éluet, au scrutin du 7 avril 1878, il retrouve son siège. 
Le 21 octobre 1879, Alphonse Gent démissionne de son mandat pour accepter le poste de gouverneur de la Martinique qui lui est offert. Mais la presse bonapartiste se déchaîne contre lui mettant en cause sa vie privée, vieille accusation datant de 1848 et dont un jury d'honneur l'avait déjà blanchi. Pourtant le ministère revient sur sa nomination le 25 novembre. Gent se représente à nouveau et ses électeurs lui renouvellent leur confiance le 21 décembre suivant. 
Réélu lors des élections du 21 août 1881 face à son principal concurrent Eugène Raspail, il profite du renouvellement triennal pour entrer au Sénat, le 8 janvier 1882, en tant que sénateur de Vaucluse. Siégeant à l'extrême-gauche, il vote pour le rétablissement du scrutin d'arrondissement, le 13 février 1889 et pour la procédure sénatoriale à suivre pour juger le général Boulanger.
Il meurt le 26 janvier 1894 et est inhumé au cimetière Saint-Véran d'Avignon. C'est Félix Devaux qui réalise, en 1895, le buste qui orne sa tombe. Son second buste au rocher des Doms d'Avignon est sculpté en 1897 par Louis Demaille.